# VF (fale)
VF (ang. Voice Frequency, pol. pasmo telefoniczne) – zakres częstotliwości fal akustycznych od 300 do 3000 Hz, wykorzystywany w telefonii do przekazywania informacji głosowych.